# Резаков, Константин Тимофеевич
Константин Тимофеевич Резаков (2 июля 1920, Владимирская губерния — 23 сентября 2012, Москва) — советский военачальник, командующий зенитными ракетными войсками Московского округа ПВО (1967—1976), генерал-лейтенант.

## Биография
Родился 2 июля 1920 года в посёлке Рошаль Селищенской волости Покровского уезда Владимирской губернии (ныне — город в составе Московской области).
Окончив 10 классов средней школы, в 1937 году поступил в Горьковское училище зенитной артиллерии, по окончании которого был назначен в 1-й корпус ПВО, штаб которого находился в Чернышевских казармах города Москвы. В сентябре 1939 года был назначен на должность командира огневого взвода (заместителя командира батареи) 176-го зенитно-артиллерийского полка, штаб которого находился в районе станции Лосиноостровская. В 1940 году назначен командиром зенитной батареи полка.
С началом Великой Отечественной войны, в должности командира батареи, принимал участие в отражении налётов фашистской авиации на город Москву. В первом бою принял участие в отражении массового налёта фашистской авиации 22 июля 1941 года. До середины октября 1941 года батарея сбила два бомбардировщика Ю-88. Когда нависла угроза захвата Москвы сухопутными войсками фашистской армии, в октябре 1941 года был назначен командиром противотанковой группы, для борьбы с танками противника, в район Красная Поляна — Киово, на Рогачёвское шоссе. В период со 2 по 5 декабря 1941 года батарея противотанковыми снарядами из 85-мм пушек уничтожила 7 танков противника, за что старший лейтенант К. Т. Резаков указом Президиума Верховного Совета СССР от 4 марта 1942 года был награждён орденом Красной Звезды.
После разгрома немцев под Москвой в декабре 1941 года был переведён в штаб 1-го корпуса ПВО на должность старшего помощника начальника отдела боевой подготовки штаба артиллерии. После преобразования 1-го корпуса ПВО в Московский фронт ПВО был назначен старшим помощником начальника оперативного отдела штаба артиллерии и прослужил в этой должности до 15 сентября 1942 года. В сентябре 1942 года направлен на учёбу в Артиллерийскую академию РККА имени Ф. Э. Дзержинского, которая была эвакуирована в город Самарканд Узбекской ССР.
Окончив академию, служил в центральном аппарате Министерства обороны (в 1946—1950 годах — Министерства вооружённых сил, в 1950—1953 годах — Военного министерства) СССР, Главном штабе войск ПВО страны. В 1958—1962 годах — заместитель начальника штаба зенитной артиллерии (с 1960 года — зенитных ракетных войск — ЗРВ) Московского округа ПВО (МО ПВО).
В 1962—1967 годах — заместитель командующего, а в августе 1967 — ноябре 1976 года — командующий ЗРВ ордена Ленина (с 1968 года) МО ПВО.
В октябре 1966 года в составе делегации, возглавляемой главнокомандующим Войсками ПВО страны — заместителем Министра обороны СССР, генералом армии П. Ф. Батицким, выезжал во Вьетнам для оказания помощи в организации зенитно-ракетной обороны столицы Ханоя и морского порта Хайфона (до приезда советской делегации как таковой противовоздушной обороны этих городов не было). В течение октября 1966 года вьетнамскими и советскими военными была создана надёжная группировка ЗРВ по обороне Ханоя и Хайфона, организованы связь и управление войсками на этих объектах. Когда же американская авиация осуществила массированный налёт на Ханой, то ЗРВ уничтожили 31 бомбардировщик В-52.
С декабря 1976 года генерал-лейтенант артиллерии К. Т. Резаков — в запасе.
Жил в Москве. Умер 23 сентября 2012 года. Похоронен в Москве на Пятницком кладбище.
Воинские звания:
- генерал-майор артиллерии (1962);
- генерал-лейтенант артиллерии (1972);
- генерал-лейтенант (26.04.1984).

## Награды
- орден Отечественной войны 1-й степени (11.03.1985)[1];
- орден Трудового Красного Знамени (1972);
- 2 ордена Красной Звезды (04.03.1942[2]; 20.04.1953);
- медали СССР и Российской Федерации;
- медаль «За укрепление дружбы по оружию» серебряной степени (20.03.1970).